# 英承晞
英成晞（Chance Ying，1995年12月28日—），臺灣男歌手、男演員，為年代電視最新偶像實境秀《Fighting吧！天團》推出主打高顏值的男團「A-TEAM」團員之一。2021年4月更名成晞Chance。2021年也首度推出自己個人EP單曲-受不了，找來金牌製作人蔣剃刀以及同理一同合作！也持續推出新作品當中。

## 影視作品

### 電視劇
| 年份   | 電視台                | 劇名           | 角色         | 性質       |
| ------ | --------------------- | -------------- | ------------ | ---------- |
| 2016年 | 三立都會台 東森綜合台 | 飛魚高校生     | 英紹華(英少) | 男配角之一 |
| 2017年 | 三立都會台 台視主頻   | 已讀不回的戀人 | 艾立         | 男配角之一 |
| 2018年 | TVBS歡樂台            | 翻牆的記憶     | 徐英傑       | 客串       |
| 2020年 | 三立都會台 華視主頻   | 廢財闖天關     | 哪吒         | 客串       |
| 2021年 | 三立都會台 華視主頻   | 廢財闖天關2    | 哪吒         | 客串       |

## 主持節目
- 《校花點點名》
- 《校花來了》

## 廣告/活動代言
- 2016 Hiplus黑松汽水廣告
- 小林眼鏡廣告
- CARNA4卡娜芙形象廣告

## 音樂作品
| 發行順序 | 單曲資料                                                                       | 曲目                 |
| 1st      | 《受不了 Can’t Take It》 - 發行日：2021年12月27日 - 唱片公司：JSJ 杰思國際娛樂 | 受不了 Can’t Take It |